# Cucina senegalese
La cucina senegalese è l'espressione dell'arte culinaria sviluppata in Senegal ed è considerata tra le migliori di tutta l'Africa: usando diverse combinazioni di alimenti e molte spezie, la cucina senegalese ottiene un miscuglio di sapori, odori e colori che la rendono ricca e variegata.

## Cultura e tradizione

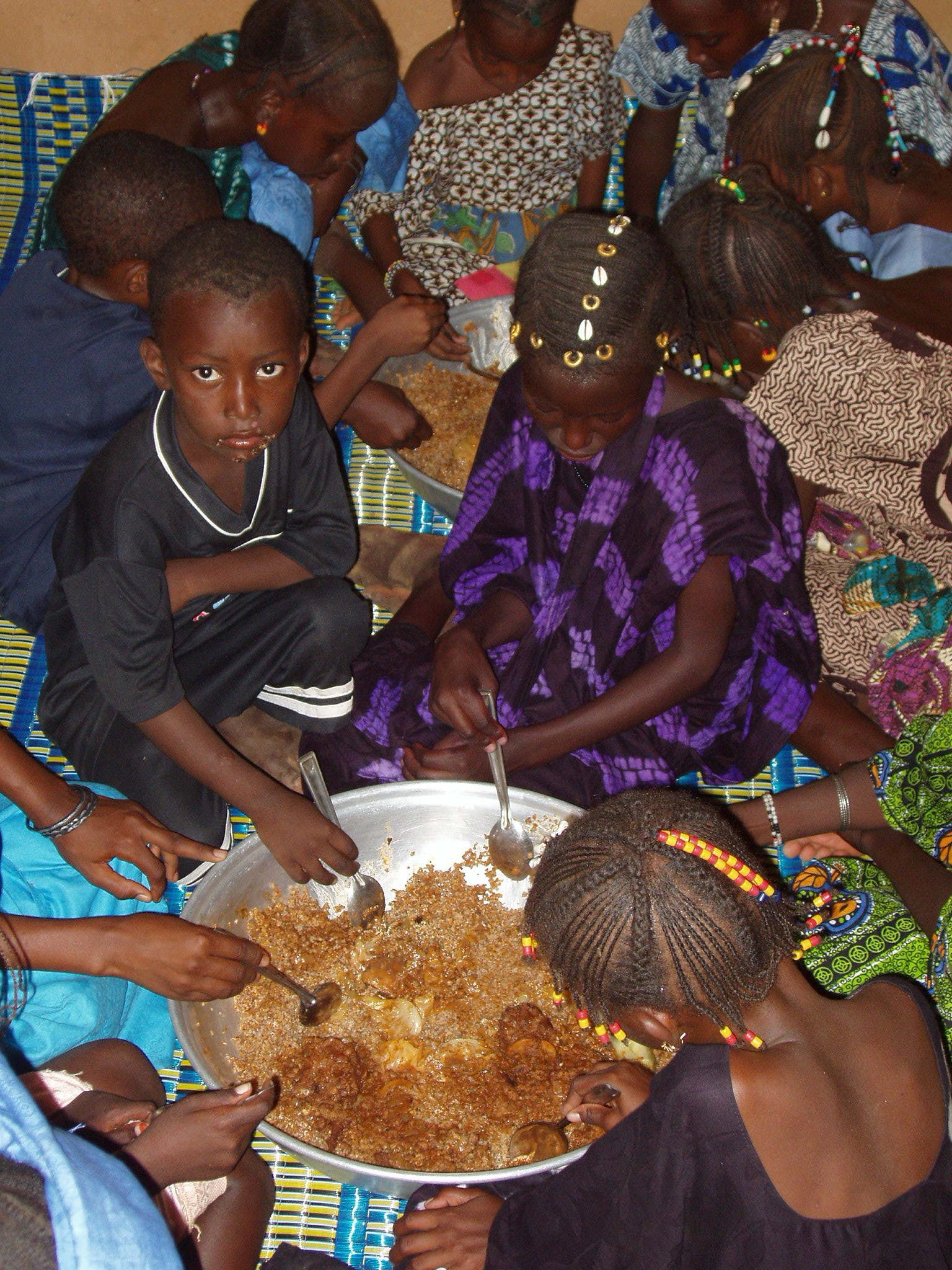
Momenti di convivialità durante il pasto

Per gli abitanti del Senegal i pasti rappresentano momenti importanti di condivisione, solidarietà e incontro, tant'è che è abitudine mangiare tutti insieme, seduti su un tappeto intorno allo stesso vassoio, che contiene porzioni per sei fino a dieci persone, a volte anche di più.
Non vengono usate le posate, ma si mangia con la mano destra, raccogliendo con le dita un po' di riso, appallottolandolo fino a formare delle specie di polpette e portandolo alla bocca. Tuttavia, quando ci sono ospiti europei viene solitamente offerto loro un cucchiaio. Il pesce, la carne e le verdure vengono spezzettati dalla padrona di casa.
L'ospitalità, l'accoglienza e la disponibilità del popolo senegalese nei confronti degli ospiti e degli stranieri, virtù tipiche conosciute come teranga, fanno sì che agli ospiti vengano cucinati piatti con gli ingredienti più pregiati e che vengano loro riservate le parti migliori. Il pranzo è accompagnato dal bissap, un infuso di carcadè servito freddo; a fine pasto, dopo la frutta viene servito il tè berbero (athaya).

## Risorse alimentari
L'agricoltura di sussistenza fornisce manioca e miglio, che costituiscono la base di quasi tutti i piatti della cucina senegalese. Infatti, le famiglie più povere non possono permettersi pesci o carni pregiate, e l'unico pasto che possono servire è il pranzo, considerato in ogni caso il pasto più sostanzioso della giornata. Le famiglie più fortunate possono permettersi anche la colazione, durante la quale viene consumato pane (tipica baguette francese) con formaggio, tonno e maionese insieme al caffè Touba, e la cena, costituita da piatti leggeri come insalate accostate a carne, pesce o zuppa.

### Cereali

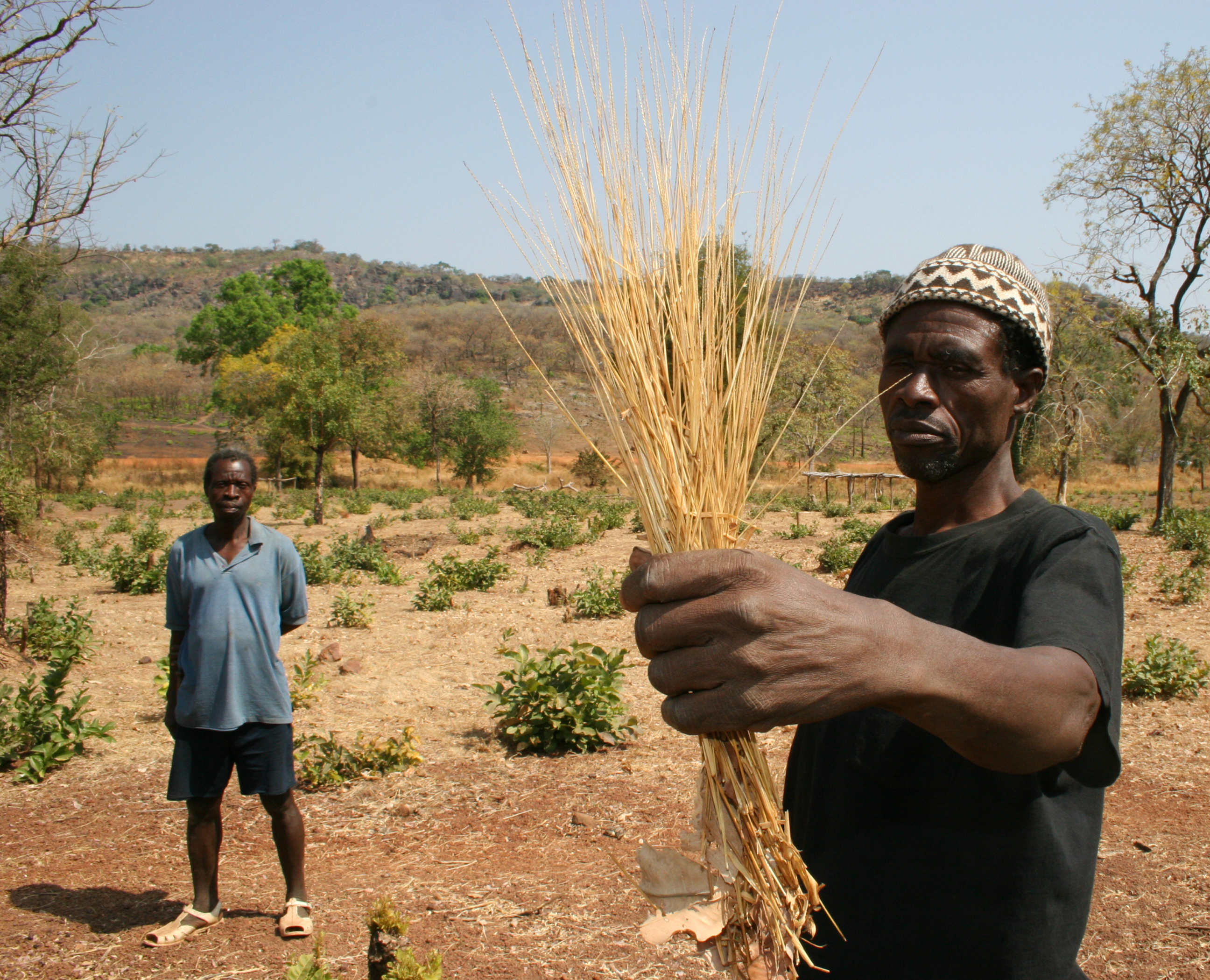
Spighe di fonio

La base dell'alimentazione senegalese è costituita da cereali, di cui, oltre il miglio, il più diffuso è il riso, importato dai coloni francesi alla fine del XIX secolo, consumato e coltivato in tutto il Senegal. Nella parte meridionale del paese e nella Casamance si coltiva il fonio, un cereale dal sapore delicato, conosciuto per le sue qualità nutritive e terapeutiche contro il diabete; anch'esso, come il miglio, viene preparato come cous cous.

### Legumi e verdure

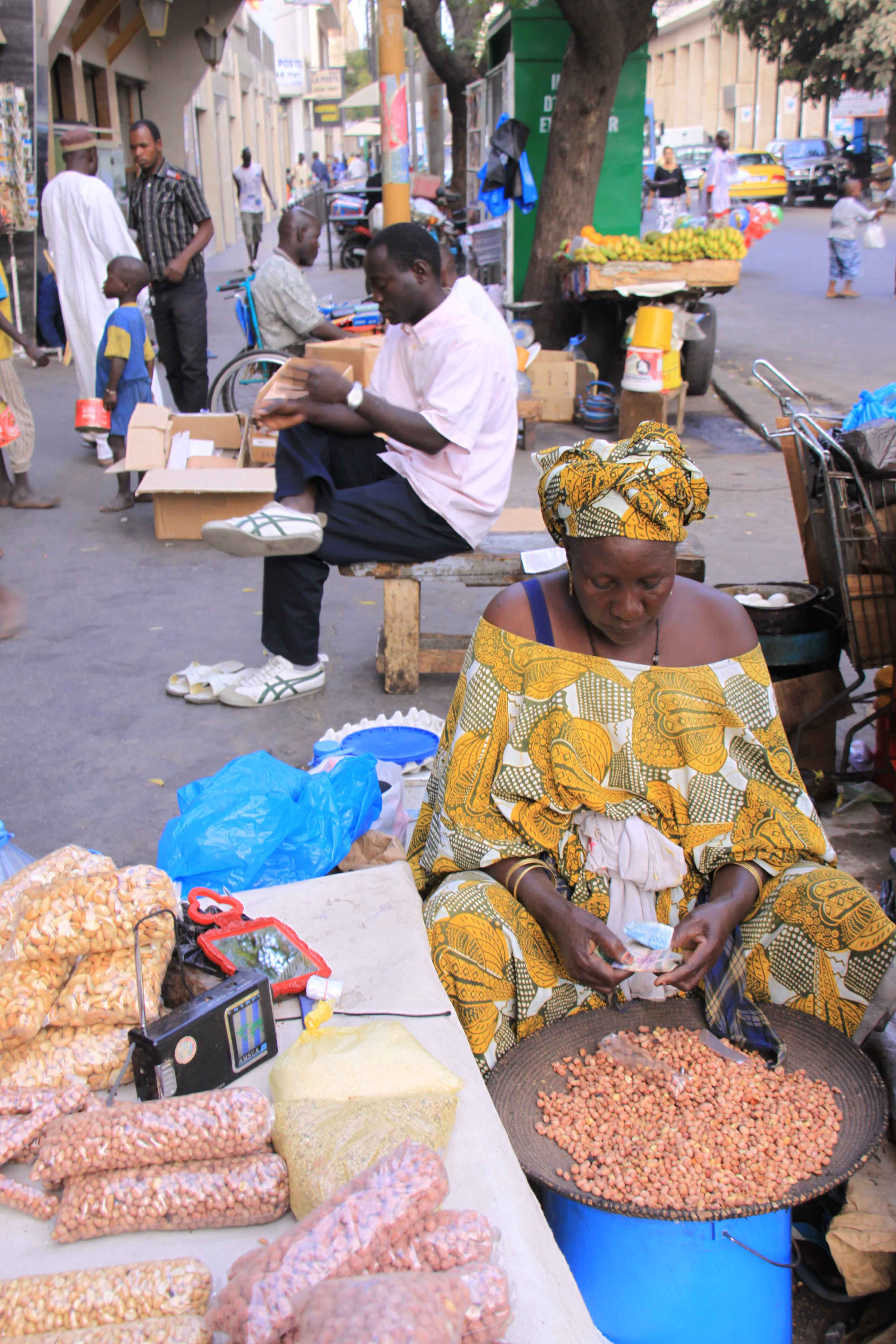
Venditrice di arachidi a Dakar

Il Senegal è uno dei paesi dell'Africa occidentale in cui si consumano più legumi.
Le arachidi, ad alto contenuto di proteine e niacina, vengono consumate principalmente tostate, ma possono essere mangiate fresche o fatte seccare, fatte bollire o ridotte in pasta per ottenere il burro di arachidi, usato come componente nelle salse di diversi piatti tradizionali, ad esempio il mafé. Dai semi di arachidi si può ricavare un olio molto usato in cucina.
Il gombo o kandia è un tipo di verdura che viene raccolto prima della completa maturazione, quando è ancora verde. Il suo aspetto è simile a quello di un peperoncino allungato; può essere consumato fresco o fatto essiccare per conservarlo meglio. Il gombo viene utilizzato come componente del Soupe Kandja.

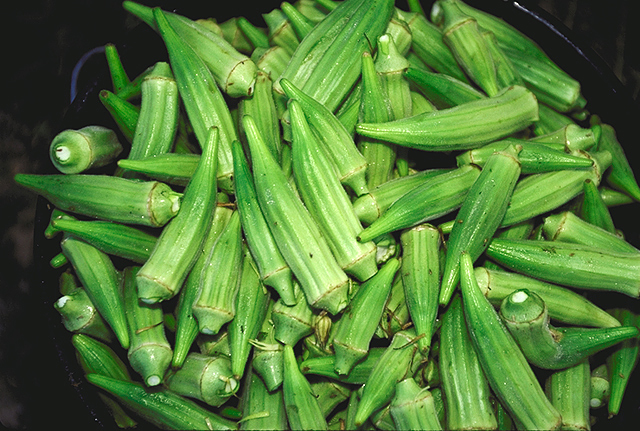
Frutti di gombo usati come verdura

I niébés sono fagioli piccoli bianchi e neri dal sapore dolce e sono definiti "la carne dei poveri". Vengono usati sia per arricchire i sughi, sia fritti nell'olio accompagnati da salsa di cipolle sia per fare delle polpette da mangiare con il sugo di pomodoro, le cipolle e il peperoncino.
Il diakhatou è una specie di melanzana amara, verde o gialla, usata come ingrediente nelle salse o nei piatti tradizionali.

### Pesce
Dal 1990, in Senegal è stato dato grande impulso alla pesca, cosa che ha reso il pesce una risorsa importantissima sia dal punto di vista economico che alimentare. Il consumo di pesce fornisce un importante apporto di proteine, grassi polinsaturi, vitamine] e sali minerali; pesci (principalmente cefali, carpe rosse, ombrine, tonni, sogliole, barracuda, rane pescatrici, pesci San Pietro, pesci spada) e crostacei (ostriche di mangrovia, granchi, granseole, cicale, polpi, aragoste, gamberi, gamberetti) vengono usati nella preparazione di piatti tradizionali come il Thiebou dien o la Soupe Kandja.

### Carne
La carne può essere cotta alla griglia o in padella con vari sughi, fatta affumicare o marinare con spezie e succo di limone. È usata soprattutto la carne di manzo, di agnello, di pecora o di pollo, mentre quella di maiale è rara, essendo il Senegal un paese per il 92% musulmano; con il miglioramento delle condizioni di vita è andato aumentando anche il consumo di carne di bue.

### Frutta

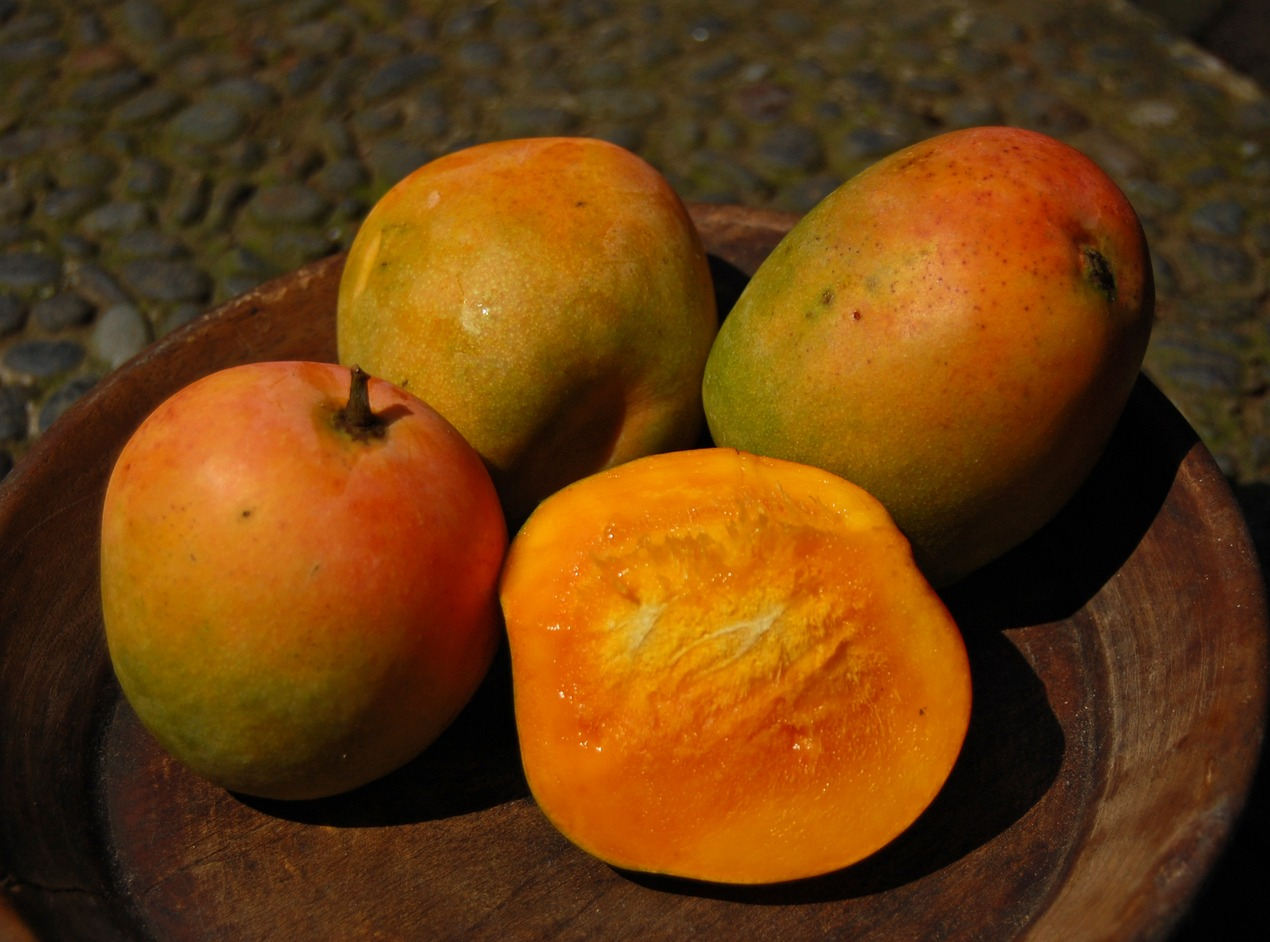
Mango

Il frutto più diffuso in Senegal, oltre alla banana, è il mango, ricco di fibre, vitamina C e carotenoidi. Può essere consumato fresco, secco o come succo di frutta e viene solitamente consumato a fine pasti.
Il seme del mango, viene utilizzato come insaporitore anche per la preparazione di una salsa chiamata macchat, fornendogli un sapore dolciastro e allo stesso tempo amarognolo.
Viene consumata dopo il piatto principale detto ceebu jën.
Altri frutti tropicali diffusi sono la papaya, servita fresca o come frutta secca con funzione proteolitica, la guaiava, servita anch'essa fresca o usata per succhi, la noce di cocco, consumata fresca o secca, il mad, un frutto con grossi semi giallo-aranciati avvolti da una polpa agrodolce che può essere consumato sia dolce aggiungendoci un po' di zucchero, sia salato.
In Senegal sono abbondanti anche i pompelmi, soprattutto quelli rosa, e le arance, molto dolci ma con poco succo.

## Piatti tradizionali

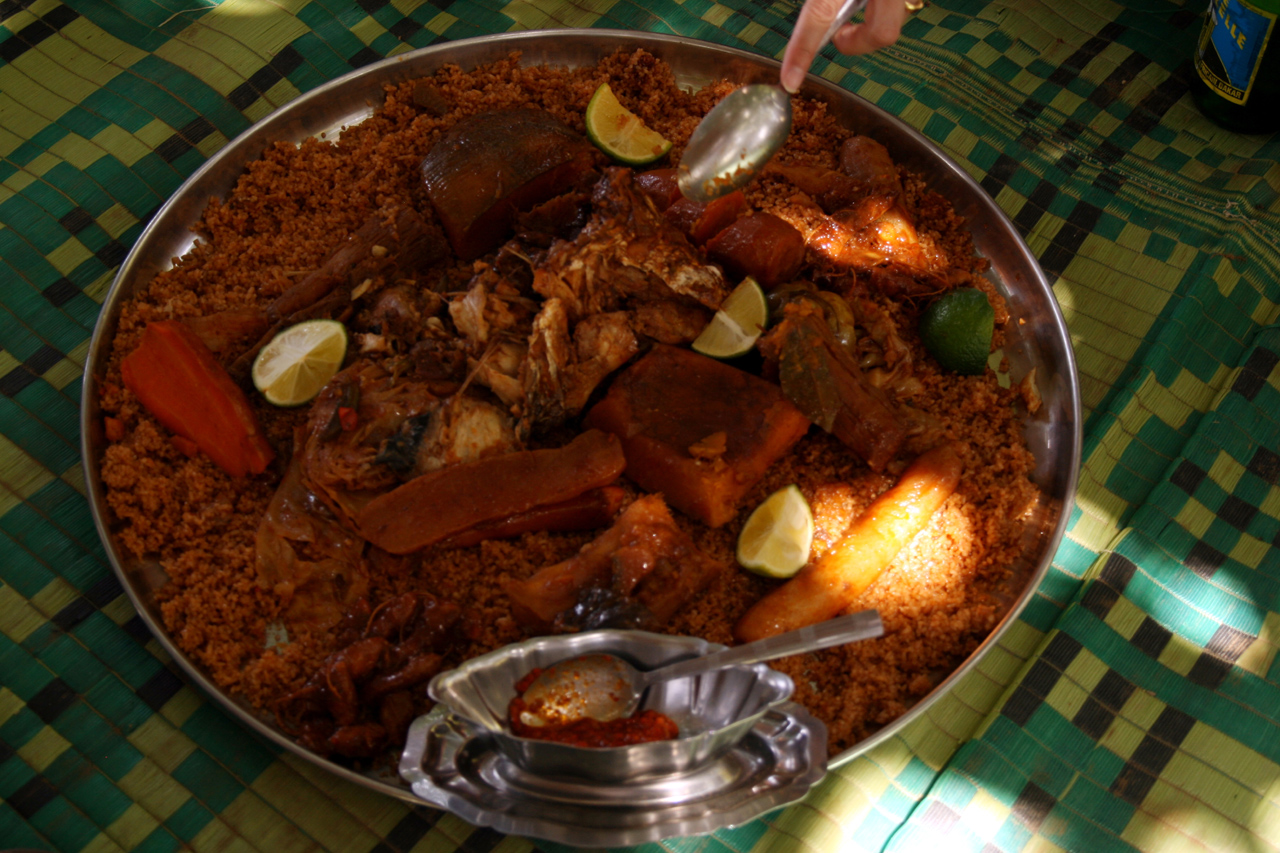
Thiebou dien

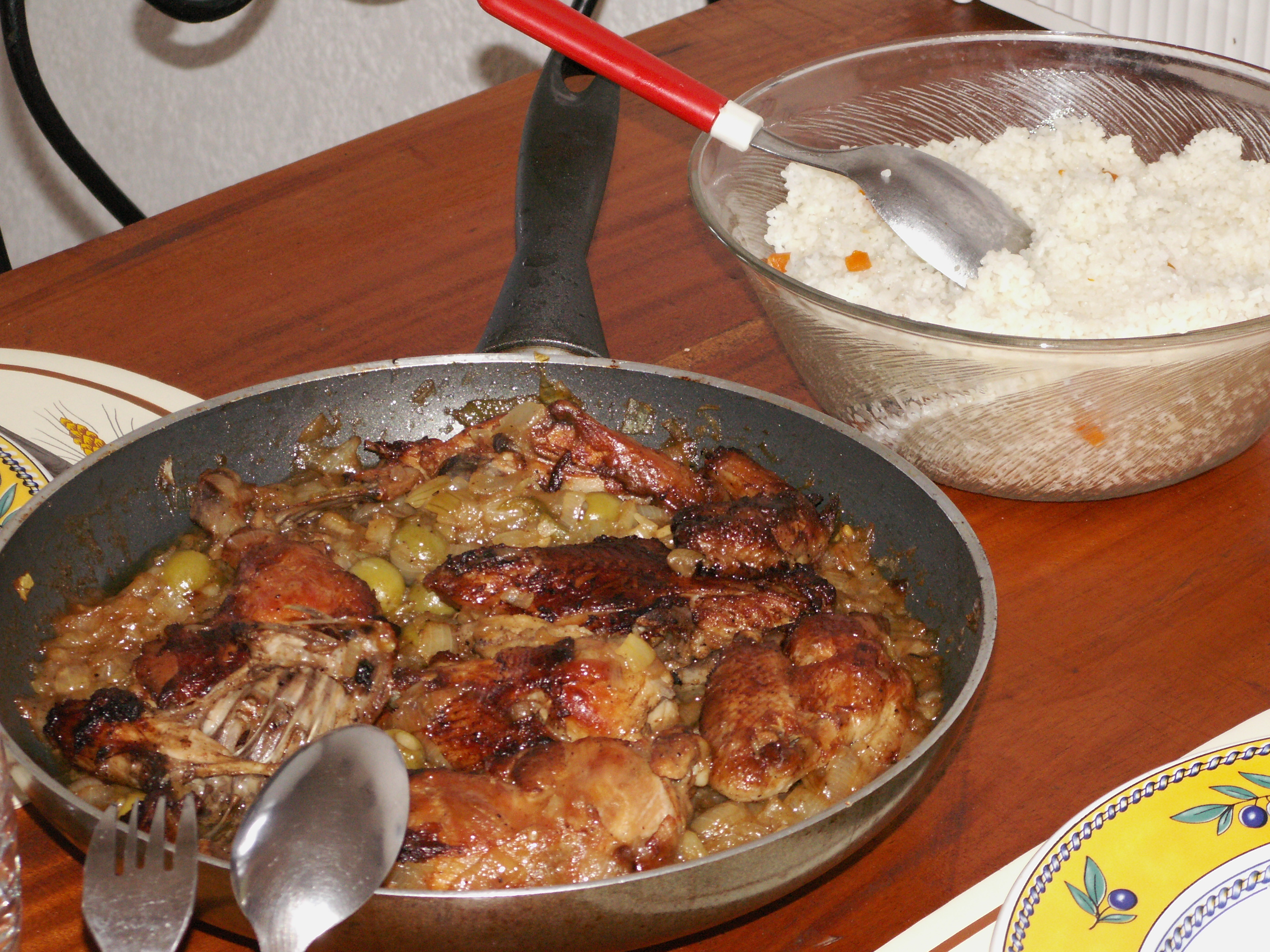
Yassa poulet

I piatti tradizionali senegalesi sono a base di riso, verdura, pesce e carne.
- Thiebou djen: riso bianco, o rosso, cotto nel sugo dove è stato precedentemente cucinato il pesce con aglio, cipolla, concentrato di pomodoro, spezie piccanti e vari tipi di verdure (melanzane, carote, cavolo, manioca); è considerato il piatto nazionale senegalese.

- Thiebou yapp: piatto composto da carne di manzo o di pecora cotta insieme alle cipolle, il cui sugo viene riusato per cuocere il riso con le verdure.
- Yassa poulet (o yassa ganaar): pollo farcito con sugo composto da un frullato di olio, dado, pepe, marinato nel succo di limone con mostarda e pepe, cotto poi a fuoco lento con molta cipolla, mostarda, pepe, aglio e aceto di vino. Viene servito accompagnato da un piatto di riso bianco cotto a parte. La marinatura si può incontrare in molte preparazioni tradizionali della cucina senegalese.
- Yassa poisson ( o  yassa djen): pesce tagliato e farcito con un frullato di olio, dado, pepe e aglio, cotto in gratella e successivamente marinato nel succo di limone con le cipolle. Viene servito accompagnato da un piatto di riso bianco cotto a parte.

- Mafé: carne di montone, manzo o talvolta pesce, prima soffritta e poi lessata con cipolla, carote, patate, salsa di pomodoro e pasta di arachidi. Il piatto è pronto quando l'olio in cui è stata cotta la carne viene in superficie. Viene servito accompagnato da un piatto di riso bianco cotto a parte (ñancatan)

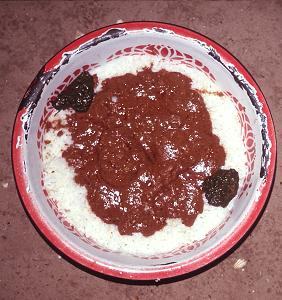
Mafé

- Ñancatan: riso bianco cotto al vapore dopo averlo lavato in acqua abbondante

- Soupe kandja: piatto a base di riso bianco, servito con salsa a base di carne e pesce fritti in olio di palma e gombo ai quali viene aggiunto pesce secco, molluschi e crostacei.
- Thiere: cous cous a base di miglio cotto a vapore, accompagnato da un sugo composto da olio, concentrato di pomodoro, acqua, abbondanti verdure e legumi.
- Nambe: piatto composto da carne di pollo, pecora o manzo cotta in padella con olio, concentrato di pomodoro, pepe, aglio e cipolle, e da fagioli lessati, scolati e aggiunti in padella.
- Kaldou: pesce cotto in padella con aglio, cipolle, pomodori freschi e peperoni, accompagnato da un piatto di riso cotto a parte. Alla fine viene aggiunto l'olio di palma.

- Lakh: cous cous a base di miglio con latte di baobab e di pecora con aggiunta di zucchero.

- Riso jollof: riso con concentrato di pomodoro, cipolla, peperoni e aglio, aromatizzato con spezie e erbe aromatiche.

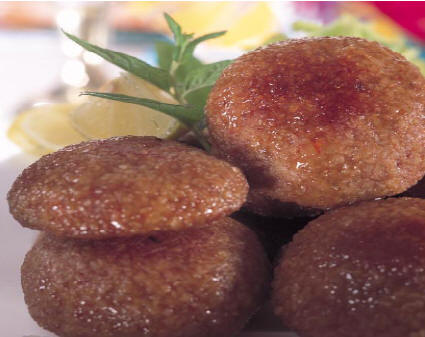
Akras

La cucina moderna senegalese si è arricchita di svariati antipasti:
- Akra: frittelle di miglio o grano consumate in occasione di feste o raduni familiari.

- insalate colorate aromatizzate alla vinaigrette.
- Fataya: frittelle di origine libanese ripiene di carne o pesce macinati.
- Chawarmas: carne, pomodori, peperoni e cipolle accompagnati da una piadina e salsa di sesamo.
- Thiakri: cous cous mescolato con yogurt, latte concentrato, zucchero, uva secca e frutta facoltativa; da servire freddo, viene solitamente consumato come merenda.
- Niébés: fagioli dall'occhio che vengono lasciati riposare una notte nell'acqua, cosicché risulti facile il giorno dopo toglierne la pelle, frullati col sale e fritti nell'olio. Vengono serviti solitamente con salsa di cipolle piccante.
- Ngalla: frutto del baobab fatto riposare nell'acqua insieme alla pasta di arachidi, viene poi scolato e privato dei noccioli. Vengono aggiunti cous cous, zucchero e fiori d'arancio; questo piatto viene servito freddo.

## Bevande tradizionali

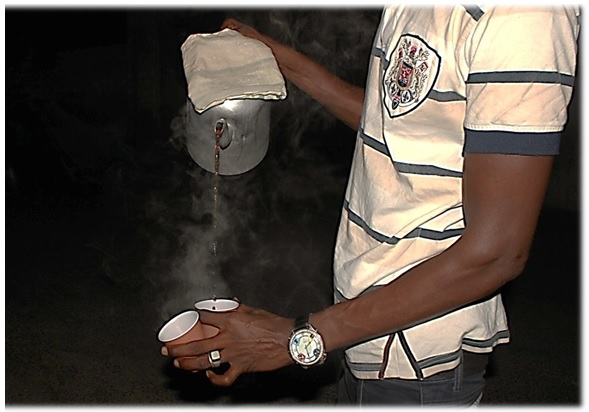
Café Touba fumante.

Il consumo di alcolici in Senegal, paese prevalentemente islamico, è limitato. Nella regione Casamance si beve vino di palma, mentre nei villaggi dell'etnia Toucouleur si preferisce bere il toufam, un miscuglio di yogurt e acqua zuccherata; la bevanda tradizionale rimane tuttavia il tè alla menta.
- Bissap: bevanda molto dissetante e dal sapore dolciastro, ottenuta dall'infusione dei fiori di ibisco essiccati, i quali donano un colore rossastro al succo; con le foglie, invece, si preparano condimenti e salse. L'ibisco possiede proprietà rinfrescanti, diuretiche, vitaminizzanti e antinfiammatorie, ma non stimolanti.

- Bouie: bevanda fatta con la polpa del frutto di baobab mescolata con un po' di acqua e di latte. È consumata fredda, può essere aromatizzata con estratti di vaniglia, cannella o fiori d'arancio. Contiene molte proprietà nutritive e terapeutiche, è ricca di vitamina C ed è un ottimo rimedio contro la dissenteria. Con la polpa può essere fatto anche il gelato.

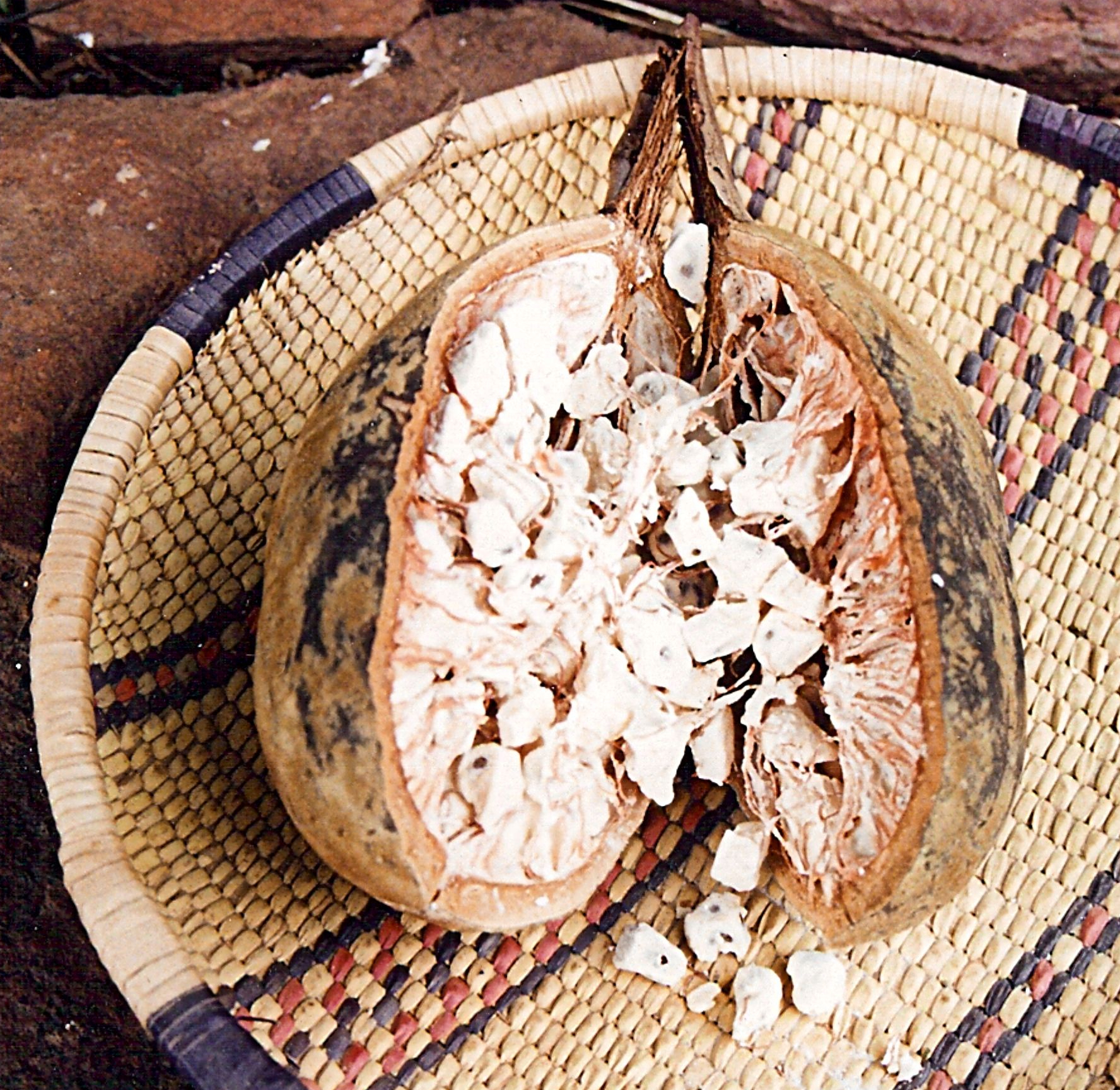
Frutto del baobab

- Caffè Touba: prende il nome dalla città santa Touba, e veniva tradizionalmente consumato nella confraternita Mouridiya:  è ottenuto tostando, miscelando e macinando chicchi di caffè con Xylopia aethiopica ed Eugenia caryophyllata.[8] Sin dal XIII secolo, viene usato anche come rimedio medicinale: infatti, sembra alleviare mal di testa, reumatismi e stimolare il piacere fisico e mentale, oltre che dare benefici effetti alla digestione, al cuore, al sistema nervoso, all'umore.[8]

- Ataya: infuso di tè verde, menta fresca e acqua preparato in una teiera di metallo (barada), scaldata sulla carbonella, dalla quale poi il tè viene versato nel piccolo bicchiere partendo da molto in alto, in modo che lo zucchero si sciolga e formi una schiuma in superficie. Rizoma di zenzero

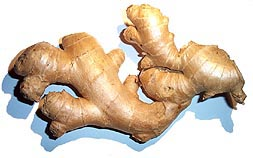
Rizoma di zenzero

- Kinkelibà: Combretum micanthum messo in acqua portato a ebollizione spento e lasciato in infusione per una decina di minuti, si può aggiungere a piacere zucchero, menta fresca, succo di limone o erba limoncina, anche scorza di arancia secca.[9]

- Vino di palma: è una bevanda alcolica che si ottiene dalla linfa della palma, a cui viene fissato un contenitore per raccogliere il liquido che fuoriesce dall'incisione. La linfa appena estratta non è alcolica, ma in seguito inizia a fermentare naturalmente grazie ai lieviti presenti nell'aria. Una volta finita la fermentazione, di circa due ore, la linfa diventa un vino aromatico e dolce.

- In Senegal si consuma anche la birra. Generalmente prodotta dalla SOBOA, le marche locali più popolari sono la Gazelle, più economica, e la Flag, più forte. La birra Millet è prodotta nella parte orientale del Paese.

- Birra di miglio: è una bevanda alcolica che si ottiene dalla fermentazione del sorgo, un tipo di miglio che cresce facilmente nelle zone della savana.

- Succo di ginger: dal sapore piccante, deriva dal succo di zenzero, acqua e zucchero. Servito freddo, può essere aromatizzato con la noce moscata. Gli si attribuiscono proprietà afrodisiache.